# 布埃山
44°33′21″N 9°29′35″E / 44.55583°N 9.49306°E
布埃山（義大利語：Monte Bue），是意大利的山峰，位於該國北部，由艾米利亞-羅馬涅大區負責管轄，屬於利古雷亞平寧山脈的一部分，海拔高度1,777米，每年平均降雨量1,553毫米。